# Microplitis malimbus
Microplitis malimbus är en stekelart som först beskrevs av Papp 1984.  Microplitis malimbus ingår i släktet Microplitis och familjen bracksteklar. Inga underarter finns listade i Catalogue of Life.